# Јаребице (Лозница)
Јаребице је насељено место града Лознице у Мачванском округу. Према попису из 2022. било је 947 становника.

## Галерија
- Крст на раскршћу
- Зграда школе
- Споменик на извору на оближњој планини Иверак

## Демографија
У насељу Јаребице живи 1057 пунолетних становника, а просечна старост становништва износи 41,2 година (39,7 код мушкараца и 42,8 код жена). У насељу има 392 домаћинства, а просечан број чланова по домаћинству је 3,38.
Ово насеље је великим делом насељено Србима (према попису из 2002. године), а у последња три пописа, примећен је пад у броју становника.
|  |

| Демографија | Демографија | Демографија |
| Година      | Становника  | Становника  |
| ----------- | ----------- | ----------- |
| 1948.       | 1.621       |             |
| 1953.       | 1.747       |             |
| 1961.       | 1.802       |             |
| 1971.       | 1.723       |             |
| 1981.       | 1.549       |             |
| 1991.       | 1.507       | 1.454       |
| 2002.       | 1.324       | 1.400       |
| 2011.       | 1.173       |             |
| 2022.       | 947         |             |

| Етнички састав према попису из 2002.‍ | Етнички састав према попису из 2002.‍ | Етнички састав према попису из 2002.‍ | Етнички састав према попису из 2002.‍ | Етнички састав према попису из 2002.‍ |
| ------------------------------------ | ------------------------------------ | ------------------------------------ | ------------------------------------ | ------------------------------------ |
|                                      |                                      |                                      |                                      |                                      |
| Срби                                 | Срби                                 |                                      | 1.320                                | 99,69%                               |
| Чеси                                 | Чеси                                 |                                      | 1                                    | 0,07%                                |
| Руси                                 | Руси                                 |                                      | 1                                    | 0,07%                                |
| непознато                            | непознато                            |                                      | 0                                    | 0,0%                                 |

| Година пописа     | 1948. | 1953. | 1961. | 1971. | 1981. | 1991. | 2002. |
| ----------------- | ----- | ----- | ----- | ----- | ----- | ----- | ----- |
| Број домаћинстава | 300   | 317   | 348   | 361   | 365   | 397   | 392   |

| Број чланова      | 1  | 2  | 3  | 4  | 5  | 6  | 7  | 8 | 9 | 10 и више | Просек |
| ----------------- | -- | -- | -- | -- | -- | -- | -- | - | - | --------- | ------ |
| Број домаћинстава | 63 | 96 | 57 | 78 | 35 | 43 | 12 | 4 | 3 | 1         | 3,38   |

| Пол    | Укупно | Неожењен/Неудата | Ожењен/Удата | Удовац/Удовица | Разведен/Разведена | Непознато |
| ------ | ------ | ---------------- | ------------ | -------------- | ------------------ | --------- |
| Мушки  | 560    | 163              | 349          | 37             | 8                  | 3         |
| Женски | 557    | 87               | 369          | 91             | 9                  | 1         |
| УКУПНО | 1.117  | 250              | 718          | 128            | 17                 | 4         |

| Пол    | Укупно                    | Пољопривреда, лов и шумарство | Рибарство                            | Вађење руде и камена | Прерађивачка индустрија       |
| ------ | ------------------------- | ----------------------------- | ------------------------------------ | -------------------- | ----------------------------- |
| Мушки  | 338                       | 176                           | 0                                    | 1                    | 52                            |
| Женски | 180                       | 116                           | 0                                    | 0                    | 38                            |
| УКУПНО | 518                       | 292                           | 0                                    | 1                    | 90                            |
| Пол    | Производња и снабдевање   | Грађевинарство                | Трговина                             | Хотели и ресторани   | Саобраћај, складиштење и везе |
| Мушки  | 3                         | 46                            | 14                                   | 1                    | 10                            |
| Женски | 0                         | 0                             | 15                                   | 0                    | 0                             |
| УКУПНО | 3                         | 46                            | 29                                   | 1                    | 10                            |
| Пол    | Финансијско посредовање   | Некретнине                    | Државна управа и одбрана             | Образовање           | Здравствени и социјални рад   |
| Мушки  | 0                         | 7                             | 8                                    | 3                    | 4                             |
| Женски | 0                         | 0                             | 0                                    | 4                    | 6                             |
| УКУПНО | 0                         | 7                             | 8                                    | 7                    | 10                            |
| Пол    | Остале услужне активности | Приватна домаћинства          | Екстериторијалне организације и тела | Непознато            | Непознато                     |
| Мушки  | 2                         | 0                             | 0                                    | 11                   | 11                            |
| Женски | 0                         | 0                             | 0                                    | 1                    | 1                             |
| УКУПНО | 2                         | 0                             | 0                                    | 12                   | 12                            |